# Axylia lignosa
Axylia lignosa là một loài bướm đêm trong họ Noctuidae.